# S-Bahn v Berlíně

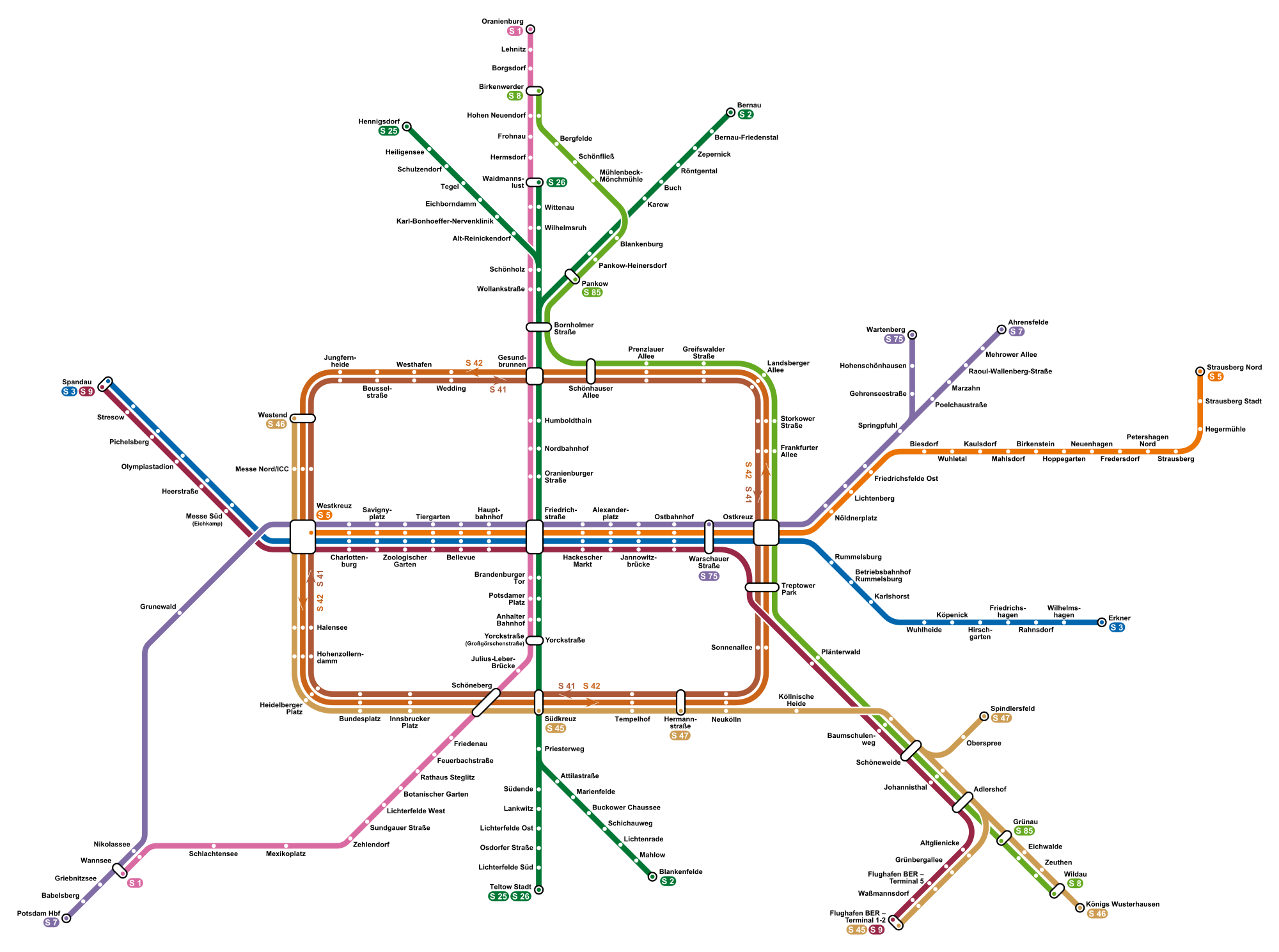
Plán sítě S-Bahn v Berlíně

Berlínský S-Bahn je nejstarším z S-Bahnů v Německu. Jeho síť měří 340 km a zahrnuje 168 stanic. Roční počet přepravených cestujících od sjednocení pravidelně stoupá a v roce 2024 dosáhl 473 milionů.S-Bahn provozuje společnost S-Bahn Berlin GmbH, která je 100% vlastnictvím Deutsche Bahn. Přesto není zcela svázán s tarifním systémem DB. Spolu s hamburskou S-Bahn jsou jediné v Německu, které využívají k pohonu stejnosměrný proud s bočními napájecími kolejnicemi. 

## Linky

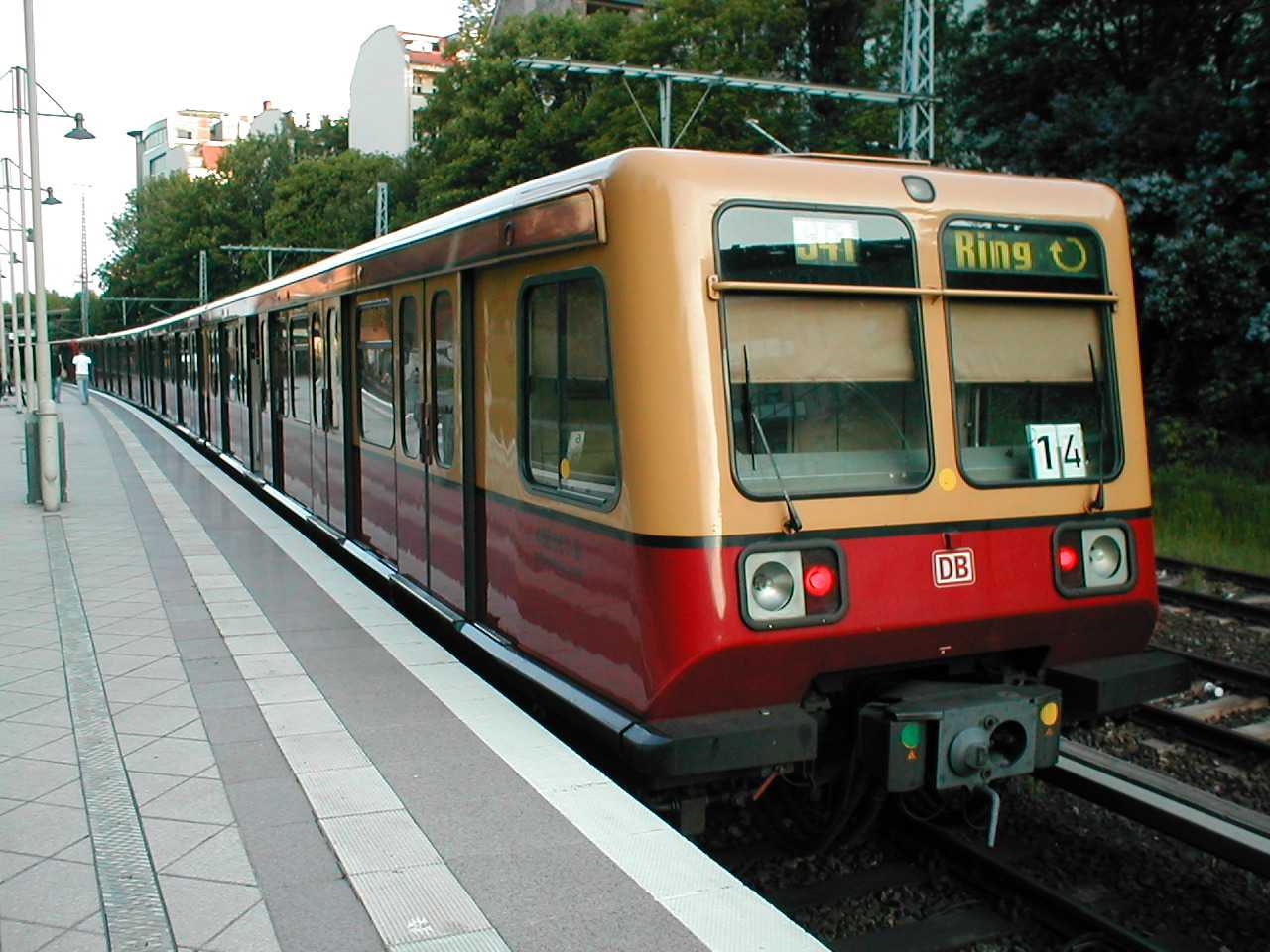
Vlak řady 485 v berlínské stanici Prenzlauer Allee

V roce 2025 bylo v provozu 16 linek. Číslování linek je v protikladu k berlínské podzemní dráze (U-Bahn) velmi flexibilní. Nezřídka mění linky své trasy. 
Linky lze rozdělit do tří oblastí. Linky propojující město ve směru východ–západ. Na západní straně města se ve stanici Westkreuz rozvětvují trasy do Spandau a Postupimi. Na východě jsou zase odbočky ve stanici Berlin Ostkreuz do směru Erkner a Strausberg Nord s dalšími větvemi na Ahrensfelde a Wartenberg.
Severní strana má odbočky směrem na Brenau a Henningsdorf. Jižní část má odbočku na Teltow Stadt.
Okružní železniční síť obklopuje vnitřní část města. Síť S-Bahn je z velké části dvoukolejná. Na trase je pouze několik jednokolejných úseků, které se nacházejí převážně v okrajových částech města.
Obecně jsou všechny linky v provozu přibližně od 4 do cca 1:30 h v dvacetiminutovém intervalu, ve špičce většinou zkracovaném na desetiminutový. Pouze jednokolejný úsek Strausberg - Strausberg Nord je provozován ve 40minutovém taktu. Od roku 2003 je v nocích z pátku na sobotu zaveden provoz v 30-minutovém, resp. na okružních linkách v 15minutovém intervalu.
| Linka | Trasa                                                                    | Stanic | Takt                                                                                       |
| ----- | ------------------------------------------------------------------------ | ------ | ------------------------------------------------------------------------------------------ |
|       | Wannsee – Frohnau – Oranienburg                                          | 35     | 10 min (Wannsee - Frohnau) 20 min (Wannsee - Oranienburg)                                  |
|       | Blankenfelde (Kr. Teltow-Fläming) – Lichtenrade – Buch – Bernau          | 28     | 20 min (Blankenfelde–Lichtenrade) 10 min (Lichtenrade–Buch) 20 min (Blankefelde–Bernau)    |
|       | Teltow Stadt – Lichterfelde Süd – Potsdamer Platz – Hennigsdorf          | 27     | 20 min (Teltow Stadt–Hennigsdorf) 10 min (Teltow Stadt–Borholmer Straße)                   |
|       | Teltow Stadt - Blankenburg                                               | 21     | 20 min (Teltow Stadt—Blankenburg)                                                          |
|       | Spandau – Friedrichshagen – Erkner                                       | 30     | 20 min (Spandau-Erkner) 10 min (Erkner–Charlottenburg) 20 min (Friedrichshagen–Ostbahnhof) |
|       | Gesundbrunnen – Ostkreuz – Südkreuz – Westkreuz – Gesundbrunnen          | 27     | 10 min                                                                                     |
|       | Gesundbrunnen – Westkreuz – Südkreuz – Ostkreuz – Gesundbrunnen          | 27     | 10 min                                                                                     |
|       | Flughafen Schönefeld – Südkreuz ( - Bundesplatz)                         | 14     | 20 min                                                                                     |
|       | Königs Wusterhausen – Westend                                            | 23     | 20 min                                                                                     |
|       | Spindlersfeld – Hermannstraße ( - Südkreuz)                              | 7      | 20 min                                                                                     |
|       | Westkreuz – Warschauer Straße – Mahlsdorf – Strausberg – Strausberg Nord | 30     | 10 min (Westkreuz–Hoppegarten) 10 min (Westkreuz–Mahlsdorf) 20 min (Strausberg–Westkreuz)  |
|       | Potsdam Hauptbahnhof – Ahrensfelde                                       | 29     | 10 min                                                                                     |
|       | Warschauer Straße – Wartenberg                                           | 9      | 20 min                                                                                     |
|       | Wildau – Birkenwerder                                                    | 26     | 20 min                                                                                     |
|       | (Grünau - Schöneweide – Spandau                                          | 22     | 20 min                                                                                     |
|       | Flughafen Schönefeld – Spandau                                           | 30     | 20 min                                                                                     |

(Stav: 27. 11. 2024)

## Historie

### První předměstské tratě
Ve 30. let 19. století započalo budování železničních tratí spojujících Berlín s okolním světem. Podle tehdejších způsobů byla každá z budovaných tratí zakončena v Berlíně koncovým nádražím. V roce 1846 jich bylo již pět a přibývaly další. V roce 1851 proto byla na místě stržených městských hradeb vybudována třičtvrtěkruhová trať spojující štětínské, hamburské, postupimské, anhaltské a frankfurtské nádraží. Trvale stoupající objem dopravy, tehdy zejména vojenské, si vynutil velkorysejší řešení. V letech 1870-1877 byla vybudována nová okružní dráha daleko za hranicemi tehdejšího osídlení. V roce 1882 propojila městská dráha vedená po viaduktu Charlottenburg a slezské (dnes východní) nádraží.
I na hlavních tratích způsoboval nárůst příměstské dopravy kapacitní problémy. Proto zde započalo budování samostatných kolejí pro příměstskou dopravu - nejprve v roce 1891 na trati do Wannsee. Postupně přibývaly samostatné koleje pro příměstskou dopravu i na ostatních tratích - např. směr Bernau, Königs Wusterhausen a další.
Ani tato opatření nestačila, provoz v parní trakci byl na hranici svých možností. V roce 1910 bylo proto rozhodnuto o elektrizaci. Předpokládal se provoz vlaků tažených lokomotivami s napájením z trakčního vedení. Tyto plány přerušila 1. světová válka.

### Velká elektrizace (1924–1933)
Po 1. světové válce se úvahy o elektrizaci (tehdejší termín) objevily znovu. Původní předpoklad napájení z trakčního vedení systémem 15 kV, 162/3 Hz byl přehodnocen a jako hospodárnější byl zvolen systém napájení 750 V ss postranní přívodní kolejnicí. Namísto vlaků tažených lokomotivami bylo rozhodnuto o pořízení elektrických jednotek. DRG objednalo u AEG šest zkušebních elektrických vozů označených A až F. Pro zkoušky byly vybrány severní, méně zatížené tratě. 8. srpna 1924 byla uvedena do provozu první z nich - štětínské nádraží - Bernau. Zbývající dvě trati byly elektrizovány do roku 1927.
První jednotky pro pravidelný provoz typu Bernau (pozdější řada ET 169) byly spíše zkušebními vozidly než soupravami pro každodenní provoz. Mezi dvěma hnacími vozy byly připojeny tři kratší vložené vozy. Toto uspořádání bylo použito již u zkušebních jednotek.
Již o rok později započala výroba jednotek typu Oranienburg (pozdější řada ET 168), se kterými přišlo nové uspořádání jednotek, které se udržuje doposud: Dva pevně spojené vozy - motorový + vložený, případně řídicí - tvoří základní jednotku - tzv. čtvrtvlak (Viertelzug). Tyto jednotky jsou (až na malé výjimky) provozovány ve dvojicích (tzv. půlvlak - Halbzug), trojicích (třičtvrtěvlak - Dreiviertelzug) nebo čtveřicích (celý - Vollzug). Délka půlvlaku odpovídala délce 5-vozové jednotky Bernau. Avšak ani s novými jednotkami nebyly DR spokojené.

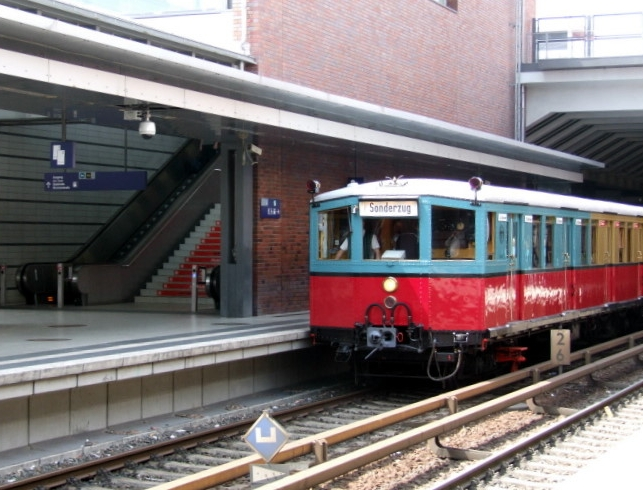
Historický Stadtbahner na stanici Gesundbrunnen

Roku 1927 byly dodány první jednotky typu Stadtbahn (pozdější řada ET  165). Do roku 1932 bylo dodáno celkem 638 těchto čtvrtvlaků. Jednotky obdržely své označení podle městské dráhy, na které byl 11. června 1928 zahájen elektrický provoz. Zároveň musela být upravena výška nástupišť ze 760 na 960 mm, kolejiště i zabezpečovací zařízení. Elektrizace pokračovala rychlým tempem, jen v roce 1928 bylo elektrizováno 115 km tratí. Na počátku 30. let tak měl Berlín jeden z nejmodernějších dopravních systémů pro městskou a příměstskou dopravu. K 1. prosinci 1930 byly všechny příměstské a městské železnice zahrnuty do systému s označením S-Bahn. Jeho symbolem se stalo velké bílé S v zeleném poli.
Světová hospodářská krize nezastavila pokračující elektrizaci, ta však tou dobou již byla za zenitem a základní síť již byla hotova. V roce 1930 již byly všechny tratě kromě tratě do Wannsee elektrizovány. V roce 1933 byla první předměstská trať zdvojena - koleje pro dálkovou dopravu byly mezi postupimským nádražím a Zehlendorfem opatřeny také napájecí kolejnicí pro provoz zrychlených spojů. Pro tento Express-S-Bahn bylo pořízeno 51 čtvrtvlaků typu 1935 (od roku 1941 ET 125). Tyto jednotky přezdívané „bankéřské vlaky“ měly výkonnější motory i brzdu a dosahovaly rychlosti 120 km/h. Na pohled se od starších jednotek lišily nápadně zaobleným tvarem čela a většími okny. Ze stanice Zehlendorf pokračovaly tyto spoje jako normální S-Bahn dále do Wannsee a Postupimi.
Tím byla ukončena první fáze budování S-Bahnu. Do roku 1933 byly uvedeny do provozu tyto úseky:
| Datum        | Úsek                                                                    | Délka km |
| ------------ | ----------------------------------------------------------------------- | -------- |
| 8. 8. 1924   | Stettiner Vorortbahnhof – Bernau                                        | 22,73    |
| 5. 6. 1925   | Gesundbrunnen – Birkenwerder                                            | 18,23    |
| 4. 10. 1925  | Birkenwerder – Oranienburg                                              | 8,01     |
| 16. 3. 1927  | Schönholz-Reinickendorf – Velten                                        | 21,51    |
| 11. 7. 1928  | Potsdam – Stadtbahn – Erkner                                            | 57,20    |
| 10. 7. 1928  | Wannsee – Stahnsdorf                                                    | 4,24     |
| 23. 8. 1928  | Charlottenburg – Spandau West                                           | 10,00    |
| 6. 11. 1928  | Charlottenburg – Südring – Grünau                                       | 27,50    |
| 6. 11. 1928  | Neukölln – Warschauer Straße                                            | 5,20     |
| 6. 11. 1928  | Schlesischer Bahnhof – Kaulsdorf                                        | 11,07    |
| 1. 2. 1929   | Charlottenburg – Nordring – Baumschulenweg                              | 25,79    |
| 1. 2. 1929   | Frankfurter Allee – Warschauer Straße                                   | 0,73     |
| 1. 2. 1929   | Niederschöneweide-Johannisthal – Spindlersfeld                          | 4,05     |
| 18. 4. 1929  | Potsdamer Ringbahnhof – Papestraße                                      | 3,39     |
| 18. 4. 1929  | Potsdamer Ringbahnhof – Ebersstraße                                     | 1,07     |
| 18. 4. 1929  | Halensee – Westend                                                      | 2,72     |
| 2. 7. 1929   | Potsdamer Ringbahnhof – Lichterfelde Ost                                | 8,07     |
| 18. 12. 1929 | Jungfernheide – Gartenfeld                                              | 4,46     |
| 15. 12. 1930 | Kaulsdorf – Mahlsdorf                                                   | 1,59     |
| 15. 5. 1933  | Potsdamer Wannseebahnhof – Wannsee                                      | 18,61    |
| 15. 5. 1933  | Potsdamer Bahnhof – Zehlendorf Mitte (koleje dálkové dopravy)           | 12,06    |
| 15. 5. 1933  | Spojení kolejí dálkové dopravy – s dráhou do Wannsee v Zehlendorf Mitte | 1,04     |

### S-Bahn v Třetí říši
Berlínský S-Bahn byl provozován Německými drahami. Po nástupu Hitlera k moci v roce 1933 se objevily rozsáhlé plány na rozšíření sítě, které souvisely s plány na proměnu Berlína ve světové hlavní město Germania. Součástí těchto plánů bylo rozšíření sítě do širokého okolí, výstavba tří podzemních úseků v centru - dvě severo-jižní větve a jedna trasa východo-západní a doplnění sítě dálkových tras. Uskutečněna byla nakonec pouze část těchto plánů - severo-jižní tunel mezi severním a anhaltským nádražím, elektrizace anhaltské příměstské dráhy a úseku trati Berlin - Drážďany v jižní části města.

### Poválečná doba

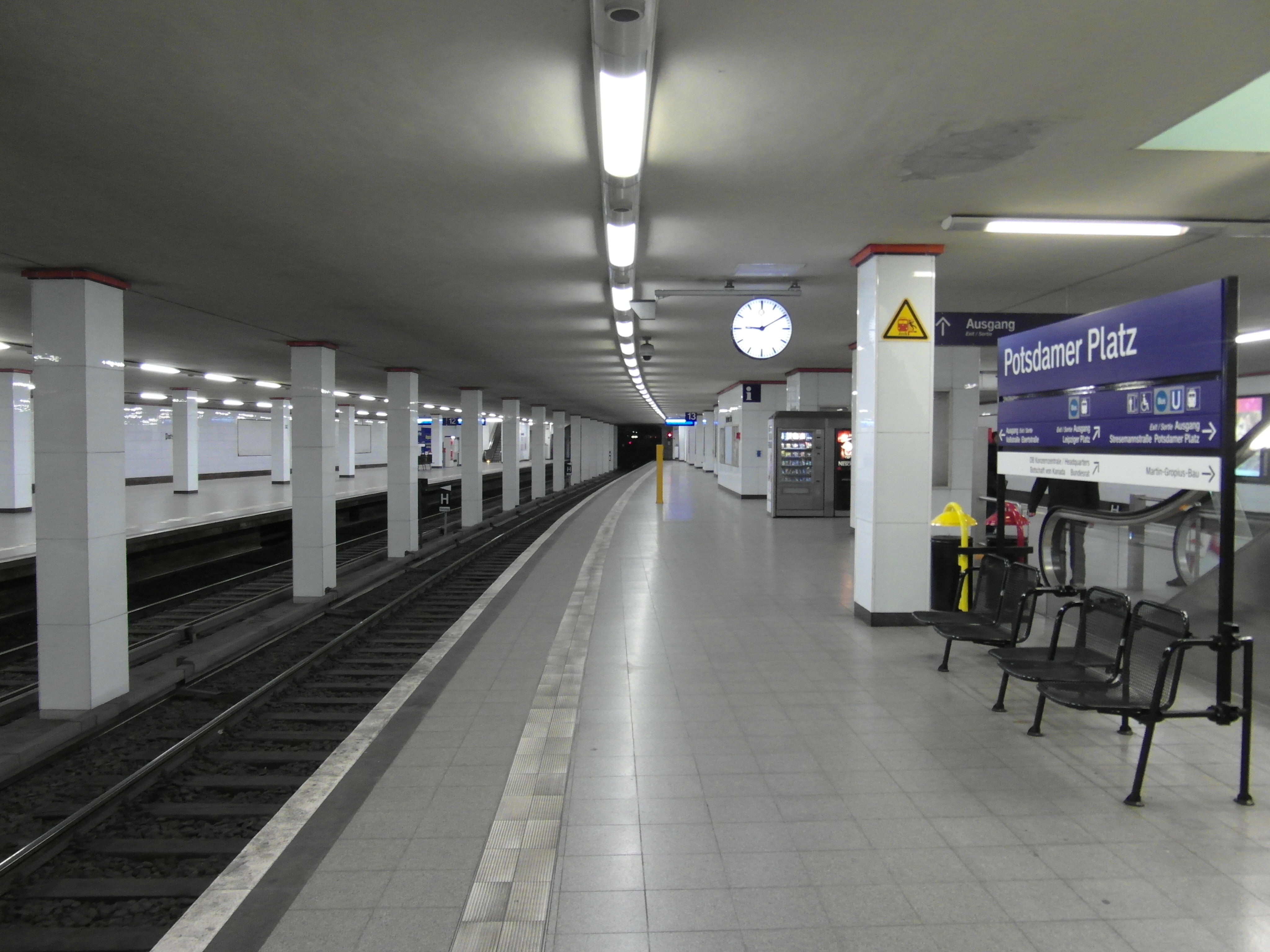
Podzemní stanice Potsdamer Platz

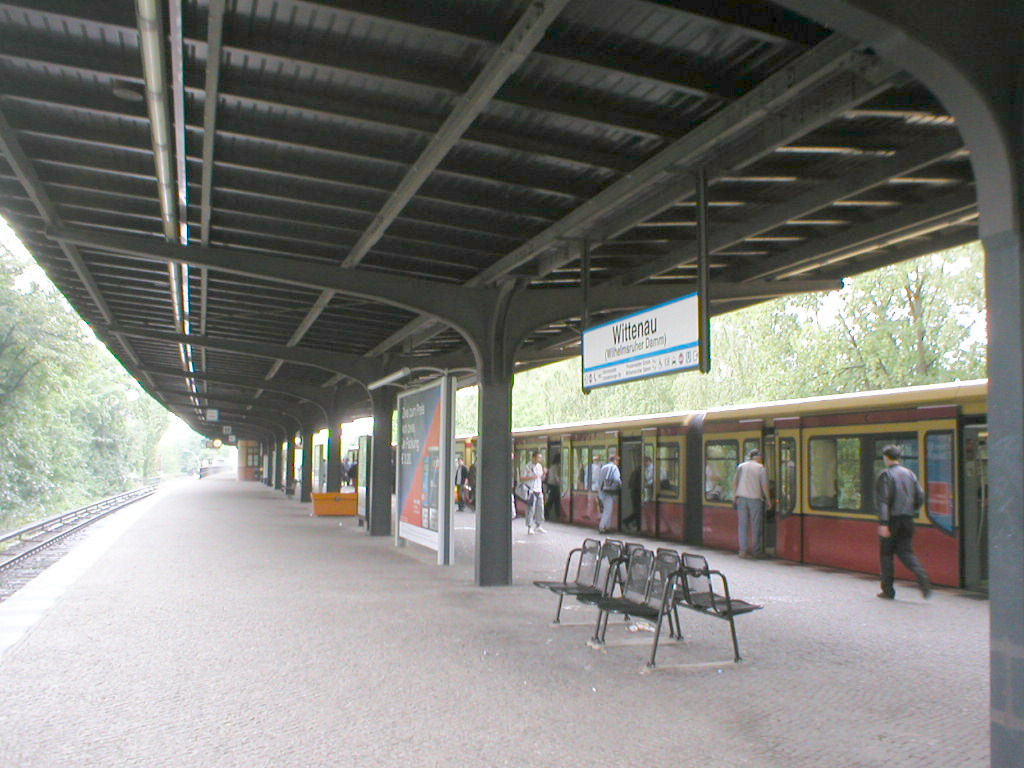
Nadzemní stanice Wittenau

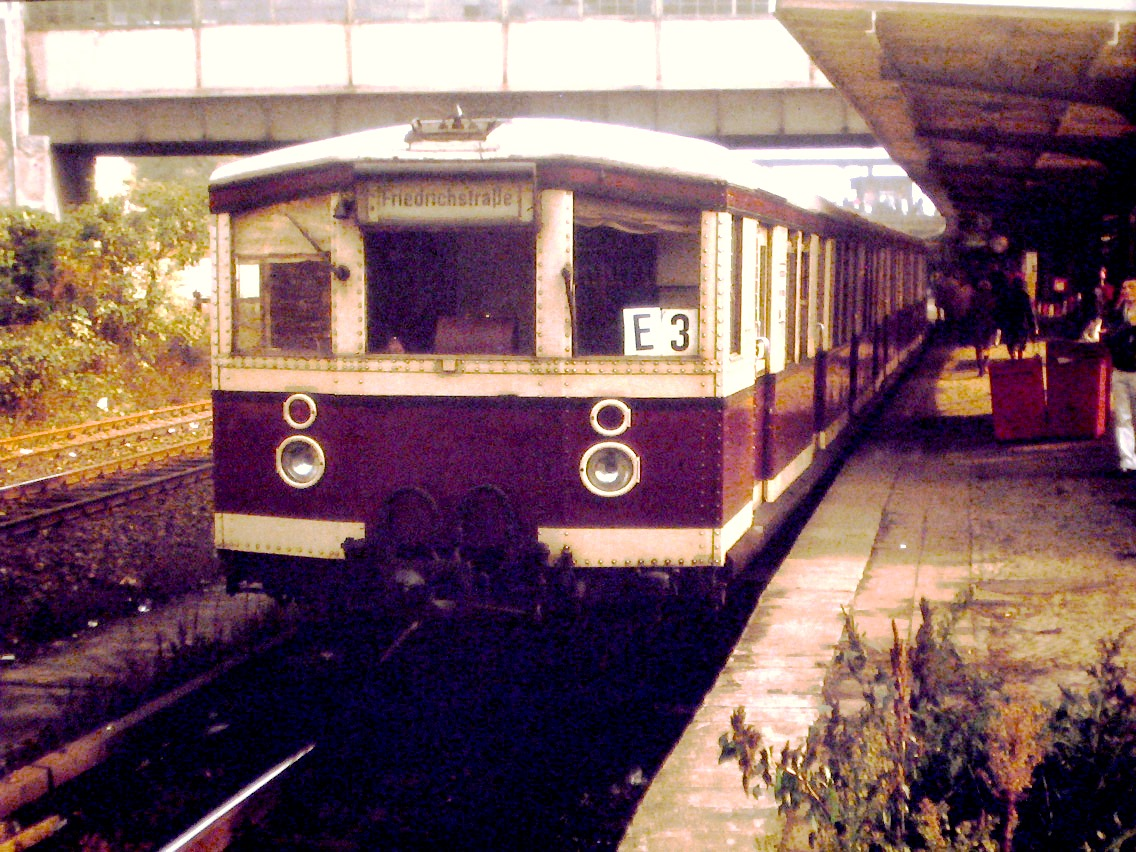
Jednotka řady 275 na Ostkreuz - konečná stanice Friedrichstrasse - 29 let konečná uprostřed trasy městské linky

Schéma sítě U- a S-Bahnu ve Východním Berlíně 1984.

Na konci druhé světové války byl odstřelen tunel u Landwehrkanalu a severo-jižní tunel zaplavila voda. Spojovacími průchody na Friedrichstraße protekla voda i do stanice podzemní dráhy linky C (dnes U6) a postupně zaplavila velkou část sítě. Protože tunely sloužily obyvatelům Berlína jako protiletecký kryt, vyžádala si tato pohroma mnoho obětí na životech. Zjistit alespoň přibližný počet mrtvých nebylo možné, odhady udávají nejčastěji počet 400 mrtvých.
Po skončení války obdržely východoněmecké Deutsche Reichsbahn oprávnění k provozování železniční dopravy na celé berlínské síti. Tím se stal S-Bahn terčem konfliktů mezi Východem a Západem. Přesto byly válečné škody poměrně rychle odstraněny, především zásluhou dlouholetého pracovníka a ředitele S-Bahnu Friedricha Kittlause, který dokázal přes obrovské potíže s dodávkami materiálu stabilizovat provoz. Navíc byl S-Bahn dále rozšiřován a doprava mezi sektory byla poměrně bez překážek. Vzhledem k omezenému množství automobilů a nepříliš rozsáhlé síti podzemní dráhy byl počet cestujících v 50. letech poměrně vysoký.
Berlínská zeď postavená v roce 1961 vedla politiky v Západním Berlíně k výzvě k bojkotu S-Bahnu s hesly jako „Cestující v S-Bahnu platí ostnatý drát“ nebo „Ani pfennig pro Ulbrichta“. Bez ohledu na to jezdil S-Bahn v Západním Berlíně i nadále. Rozdělení Berlína však mělo za následek opuštění některých pod východním sektorem umístěných stanic na „západních“ linkách.
Následkem těchto událostí počty cestujících v Západním Berlíně prudce klesly. Koncem 60. a počátkem 70. let sice došlo k mírnému nárůstu počtu cestujících, ale zvýšení cen jízdného v roce 1972 vedlo k jejich opětovnému odlivu. Provoz S-Bahnu v Západním Berlíně tak byl silně ztrátový a tomu odpovídala i péče o tratě a vozidla.
V roce 1976 nastala první omezení. Na tratích do Wannsee a Spandau byl 10minutový interval omezen pouze na přepravní špičky.
Na jaře 1980 chtěly německé dráhy v Západním Berlíně provozovat linky S-Bahnu ve 40minutovém intervalu. Po protestech veřejnosti představily na podzim nový jízdní řád, který předpokládal s výjimkou okružní, městské a severo-jižní dráhy provoz pouze mezi 5. a 21. hodinou. To mělo za následek ztrátu příplatků zaměstnanců, což spolu s dalšími ústrky vedlo ke druhé stávce. Následkem chybějící politické podpory nebyla tato stávka úspěšná. Následkem bylo propuštění většiny západoberlínských pracovníků a snížení počtu linek z deseti na tři, z toho dvě na severo-jižní dráze. Nepotřebné vozy byly převezeny do Východního Berlína, kde byly vítanou posilou pro zajištění provozu na nově otevřených tratích do Ahrensfelde a Wartenbergu. Z 248 čtvrtvlaků ve stavu v roce 1972 jich v Západním Berlíně zbylo 93.
Oproti tomu ve Východním Berlíně zůstal S-Bahn nejdůležitějším dopravním prostředkem. Kromě dodávek nových souprav dnešní řady 485 se rozvíjela i síť:
- 1962 trať na letiště Schönefeld
- 1976-1982 trať přes sídliště Marzahn do Ahrensfelde
- 1984-1985 trať přes Hohenschönhausen do Wartenbergu

9. ledna 1984 převzaly Berlínské dopravní podniky (BVG) z pověření berlínského senátu chátrající síť a 114 čtvrtvlaků. Tomu předcházely jednání západoberlínského senátu a východoněmecké vlády po předchozím souhlasu spojenců. Tento okamžik znamenal v podstatě znovuzrození západoberlínského S-Bahnu. Nejprve byly provozovány pouze trati mezi anhaltským nádražím a Lichtenrade a mezi Friedrichstraße a Charlottenburgem - celkem 21 km. Na zbytku sítě byl zastaven provoz. Po znovuotevření úseků Charlottenburg – Wannsee (1. května 1984) a trati do Frohnau (část 1. května a zbytek 1. října 1984) začaly počty cestujících prudce vzrůstat. 1. února 1985 byl znovu zaveden provoz s cestujícími na trati mezi anhaltským nádražím a Wannsee jako S1. Tato trať byla předtím v provozu pouze pro služební účely - ve Wannsee se nacházely jediné dílny v západním sektoru. Na základě objednávky BVG byly zkonstruovány nové jednotky ř. 480.
Ještě před pádem berlínské zdi, ve druhé polovině 80. let, začali západoberlíňané požadovat zprovoznění sítě S-Bahnu. Na základě občanské iniciativy a referenda započala na jaře 1989 obnova jižní části okružní dráhy.

### Pád zdi a jeho důsledky
Po pádu berlínské zdi bylo vynaloženo mnoho úsilí o zprovoznění celé západoberlínské sítě a její napojení na východoberlínskou. Prvními opatřeními bylo znovuotevření opuštěných stanic pod východním sektorem - 2. července 1990 Oranienburger Straße, 2. září Nordbahnhof a Unter den Linden. Zároveň byl od 2. července obnoven provoz na městské trati bez přerušení na Friedrichstraße.

### Založení S-Bahn Berlin GmbH
Od 1. ledna 1995 provozuje berlínský S-Bahn společnost S-Bahn Berlin GmbH, dceřiná společnost Deutsche Bahn. Právo na provozování S-Bahnu přešlo na tuto společnost od BVG přes DB - nástupnickou společnost DR. Dnes (2024) provozuje S-Bahn Berlin 16 linek. Původní vozidla z 20. a 30. let byla vyřazena z provozu v roce 2003. Počty přepravených cestujících stále stoupají - zatímco v roce 1991 přepravil S-Bahn 193 milionů cestujících, v roce 2007 to bylo již 371 milionů. V roce 2024 bylo přepraveno 473 milionů cestujících.

### Přehled dalších znovuzprovozněných úseků
| Datum             | Úsek                                | Délka km |
| ----------------- | ----------------------------------- | -------- |
| 01. dubna 1992    | Wannsee – Potsdam Hauptbahnhof      | 8,95     |
| 31. května 1992   | Frohnau – Hohen Neuendorf           | 4,50     |
| 31. srpna 1992    | Lichtenrade – Blankenfelde          | 5,70     |
| 17. prosince 1993 | Westend – Baumschulenweg            | 18,40    |
| 28. května 1995   | Schönholz – Tegel                   | 7,00     |
|                   | Priesterweg – Lichterfelde Ost      | 4,00     |
| 15. dubna 1997    | Westend – Jungfernheide             | 2,50     |
| 18. prosince 1997 | Neukölln – Treptower Park           | 3,30     |
| 16. ledna 1998    | Westkreuz – Pichelsberg             | 5,50     |
| 25. září 1998     | Lichterfelde Ost – Lichterfelde Süd | 2,40     |
| 15. prosince 1998 | Tegel – Hennigsdorf                 | 8,50     |
| 30. prosince 1998 | Pichelsberg – Spandau               | 4,60     |
| 19. prosince 1999 | Jungfernheide – Westhafen           | 1,70     |
| 17. září 2001     | Pankow – Gesundbrunnen              | 2,60     |
|                   | Schönhauser Allee – Gesundbrunnen   | 1,70     |
| 16. června 2002   | Westhafen – Gesundbrunnen           | 3,50     |

### Data elektrizace
Následující tabulka obsahuje první uvedení jednotlivých úseků do provozu.
| - 08. srpna 1924: Stettiner Vorortbahnhof – Bernau - 05. června 1925: Gesundbrunnen – Birkenwerder - 04. října 1925: Birkenwerder – Oranienburg - 16. března 1927: Schönholz-Reinickendorf – Velten - 11. června 1928: Potsdam – Stadtbahn – Erkner - 10. července 1928: Wannsee – Stahnsdorf - 23. srpna 1928: Ausstellung – Spandau West - 06. listopadu 1928: Charlottenburg – Halensee – Neukölln – Treptow – Stadtbahn - 06. listopadu 1928: Neukölln – Grünau - 06. listopadu 1928: Schlesischer Bahnhof – Kaulsdorf - 01. února 1929: Niederschöneweide-Johannisthal – Spindlersfeld - 01. února 1929: Charlottenburg – Nordring – Baumschulenweg - 01. února 1929: Nordring – Stralau-Rummelsburg – Stadtbahn - 18. dubna 1929: Potsdamer Ringbahnhof – Papestraße - 18. dubna 1929: Potsdamer Ringbahnhof – Ebersstraße - 18. dubna 1929: Halensee – Westend - 02. července 1929: Potsdamer Ringbahnhof – Lichterfelde Ost - 18. prosince 1929: Jungfernheide – Gartenfeld - 15. prosince 1930: Kaulsdorf – Mahlsdorf - 15. května 1933: Potsdamer Fernbahnhof – Zehlendorf Mitte - 15. května 1933: Wannseebahnhof – Zehlendorf Mitte – Wannsee - 28. července 1936: Humboldthain – Stettiner Bahnhof – Unter den Linden - 15. ledna 1939: Heerstraße – Reichssportfeld - 15. dubna 1939: Unter den Linden – Potsdamer Platz - 15. května 1939: Priesterweg – Mahlow | - 09. října 1939: Potsdamer Platz – Anhalter Bahnhof – Großgörschenstraße - 06. listopadu 1939: Anhalter Bahnhof – Yorckstraße - 06. října 1940: Mahlow – Rangsdorf - 09. srpna 1943: Lichterfelde Ost – Lichterfelde Süd - 07. března 1947: Mahlsdorf – Hoppegarten - 01. září 1948: Hoppegarten – Fredersdorf - 15. července 1948: Zehlendorf – Düppel - 31. října 1948: Fredersdorf – Strausberg - 07. dubna 1951: Grünau – Königs Wusterhausen - 07. července 1951: Lichterfelde Süd – Teltow - 03. srpna 1951: Spandau West – Staaken - 14. srpna 1951: Spandau West – Falkensee - 27. srpna 1951: Jungfernheide – Spandau - 25. prosince1952: Schönhauser Allee – Pankow (koleje pro nákladní dopravu) - 03. června 1956: Strausberg – Strausberg Nord - 10. prosince 1961: Schönhauser Allee – Pankow vlastní koleje - 19. listopadu 1961: Hohen Neuendorf – Blankenburg - 26. února1962: Grünauer Kreuz – Flughafen Schönefeld - 30. prosince 1976: Friedrichsfelde Ost – Marzahn - 15. prosince 1980: Marzahn – Otto-Winzer-Straße - 30. prosince 1982: Otto-Winzer-Straße – Ahrensfelde - 20. prosince 1984: Springpfuhl – Hohenschönhausen - 20. prosince 1985: Hohenschönhausen – Wartenberg - 24. února 2005: Lichterfelde Süd – Teltow Stadt |

## Plánované stavby a rekonstrukce
Základním cílem zůstává obnova sítě do stavu v roce 1961. Tento cíl je stanoven spíše symbolicky, protože síť se rozvíjí, vznikají nové tratě a ani původní by nebylo vždy účelné nebo možné obnovovat v původní trase. Aktuálně probíhá od roku 2007 rekonstrukce stanice Ostkreuz s přesměrováním vlaků ve spodním patře tak, aby z nástupiště D odjížděly vlaky do centra a z nástupiště E z centra. Dále probíhá od roku 2006 rekonstrukce úseku Baumschulenweg–Adlershof.
Ve střednědobém horizontu je plánována výstavba částečně tunelové trasy S21 ze severní části okružní trati (obousměrné napojení ze stanic Westhafen a Wedding) přes Perleberger Brücke, hlavní nádraží, Reichstag, Potsdamer Platz, Gleisdreieck, Yorckstraße (Großgörschenstraße) a přes znovuzřízený oblouk Cheruskerkurve připojení do jižní části okružní linky. Dále je plánována reaktivace Siemensbahn, ale jen po „Wasserstadt Spandau“, neboť dále pokrývá přepravní potřeby linka U7.
Další uvažovaná prodloužení jsou Spandau–Falkensee/Finkenkrug, Blankenfelde-Rangsdorf, Hennigsdorf–Velten (obnovení původní trasy), Wartenberg–Karower Kreuz, Schönefeld–Flughafen BBI (propojení původního a plánovaného letiště Berlin Brandenburg International).
Z dalších rekonstrukcí je žádoucí zdvojkolejnění některých jednokolejných úseků a postupné rekonstrukce stanic se zřizováním bezbariérových přístupů.

## Změny v řízení a zabezpečení provozu

### Nová výprava vlaků
Před několika lety[kdy?] se začalo zavádět vypravování vlaků strojvedoucím. Do té doby vypravoval vlaky dozorčí stanice. Nyní strojvůdce sám zjistí, zda již cestující nastoupili, spustí hlášení „In Richtung xyz zurückbleiben, bitte“ (doslovný překlad "ve směru xyz zůstaňte dále, prosím") a sám zavře dveře. Pro větší přehlednost jsou ve stanicích instalovány kamery a zrcadla. Strojvedoucí je o novém způsobu odbavení informován tabulkou Zugabfertigung durch den Triebfahrzeugführer (ZAT). Staniční dozorci zůstanou i nadále pouze ve stanicích s velkým turistickým ruchem.

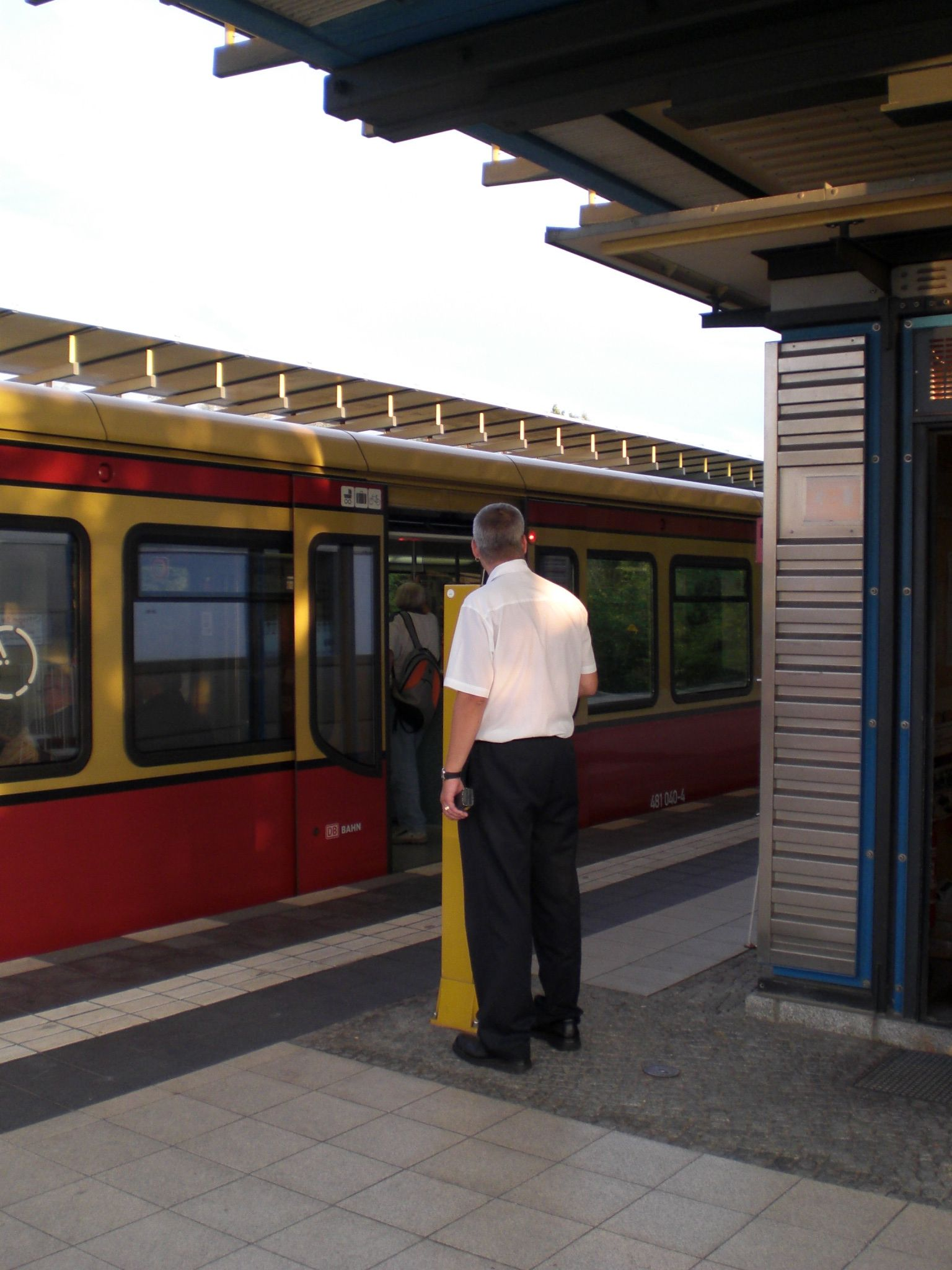
klasická výprava
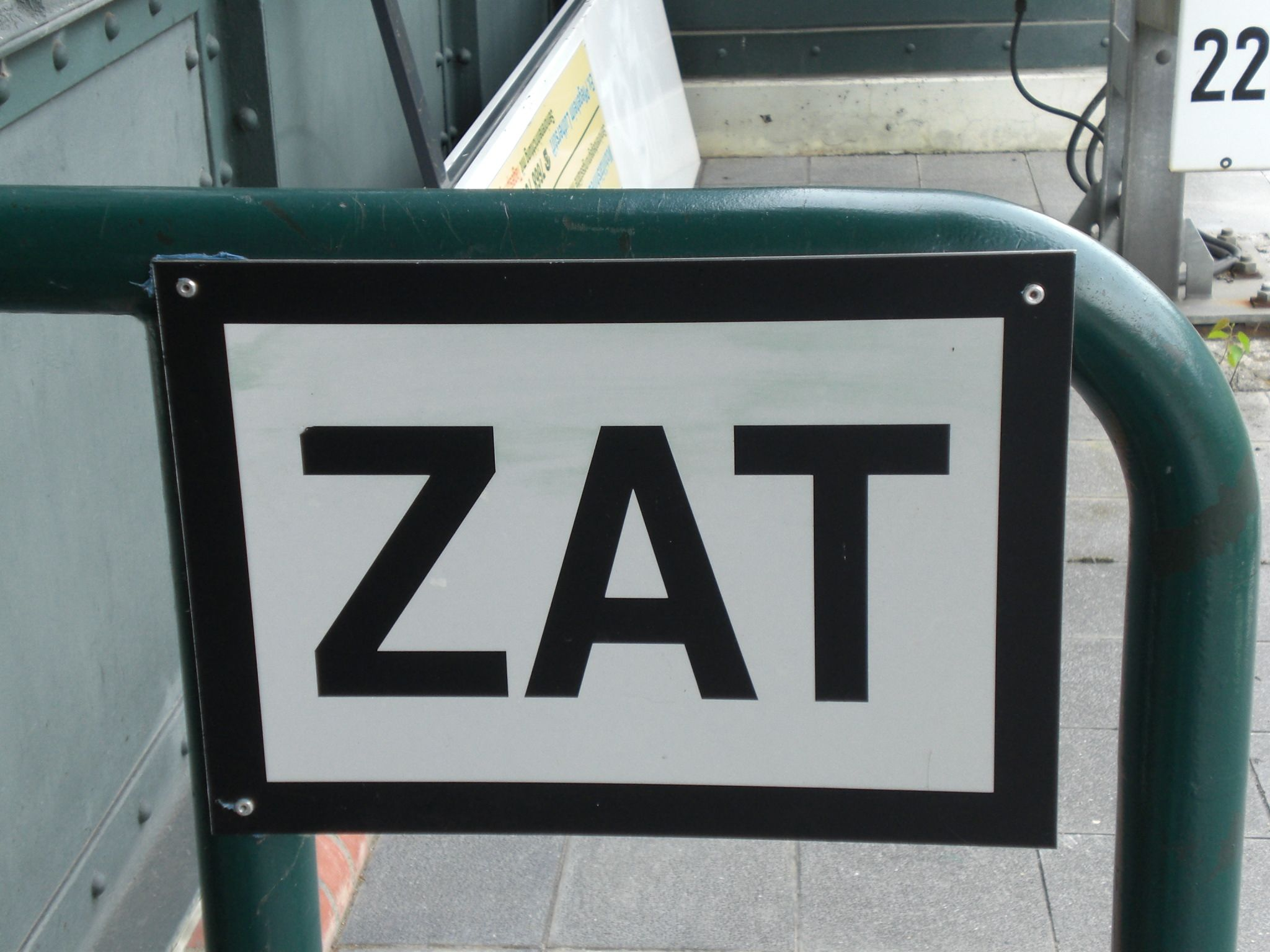
tabulka pro výpravu strojvedoucím
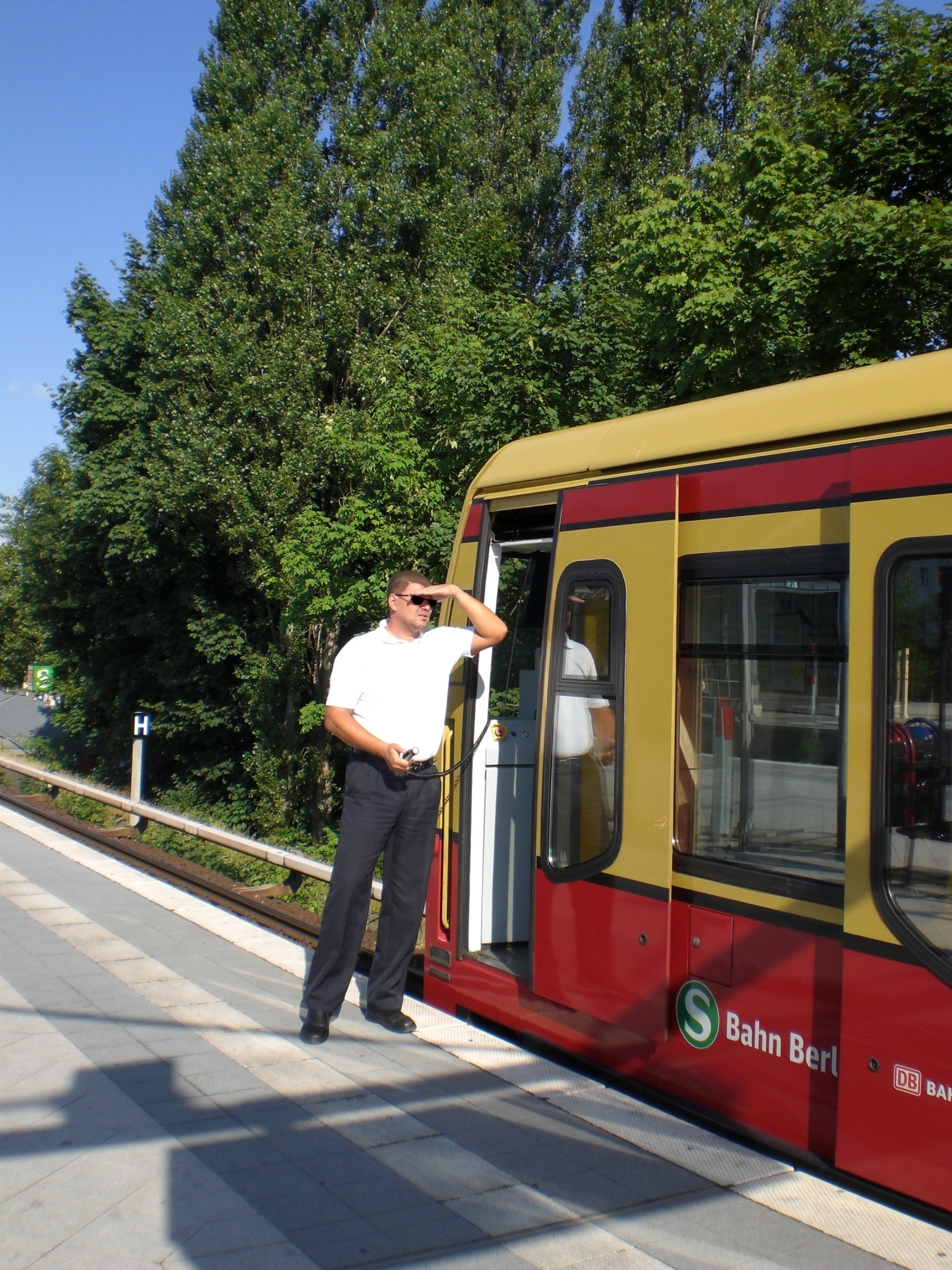
výprava strojvedoucím

### Nový informační systém pro cestující
Od roku 2007 se postupně, nejprve na okružní trati, nahrazují dosavadní překlápěcí ukazatele směru novými LCD tabulemi. Cestující navíc dostane informace o čase do odjezdu následujícího spoje i několika dalších a místě zastavení v případě krátkého vlaku.
Od září 2024 je využíván i informační systém Lightgate, který poskytuje informace o kapacitě aktuálního vytížení spojů. Optické senzory zaznamenávají obsazenost, počet vozů a rychlost v reálném čase.

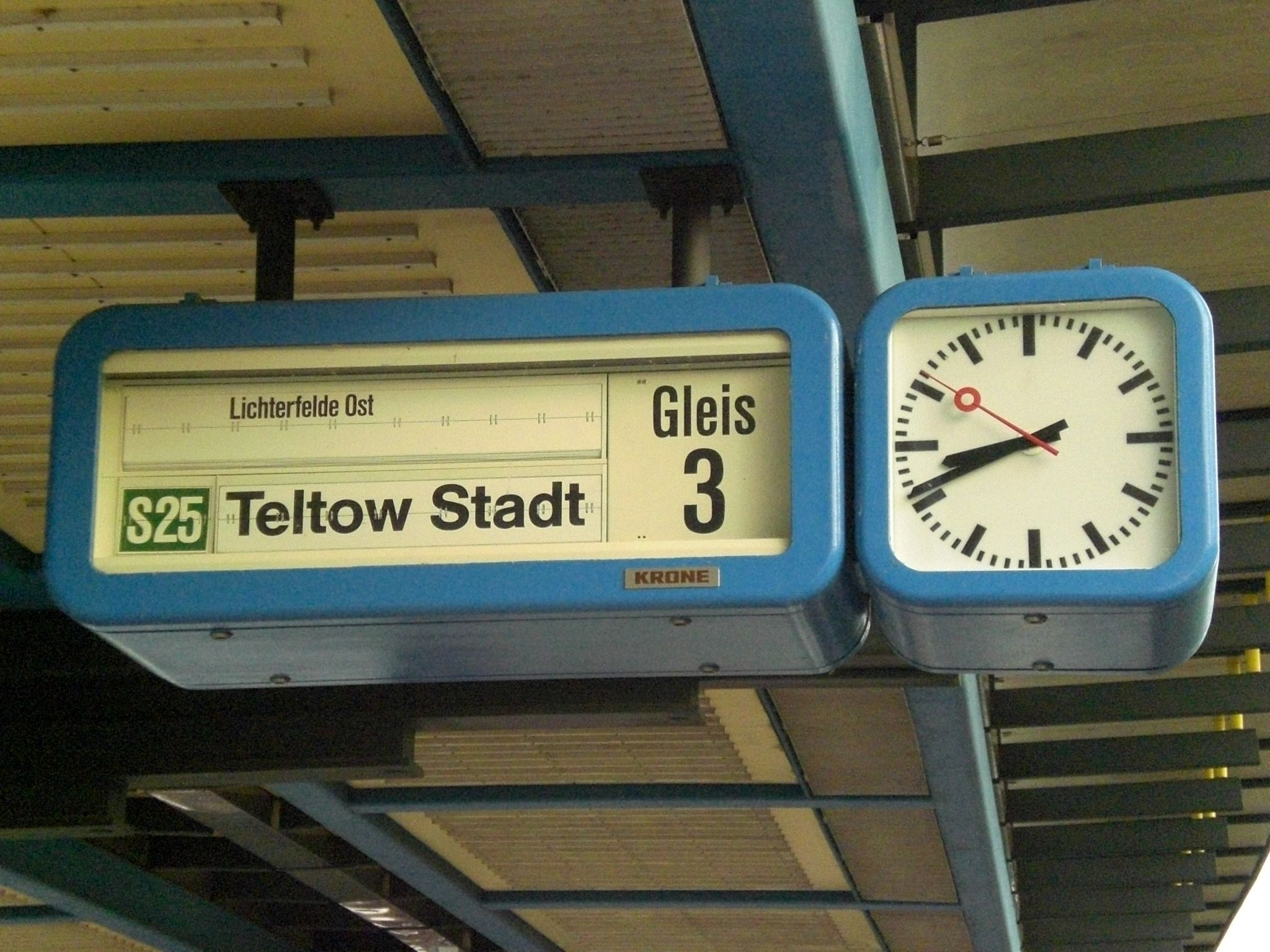
Překlápěcí ukazatel
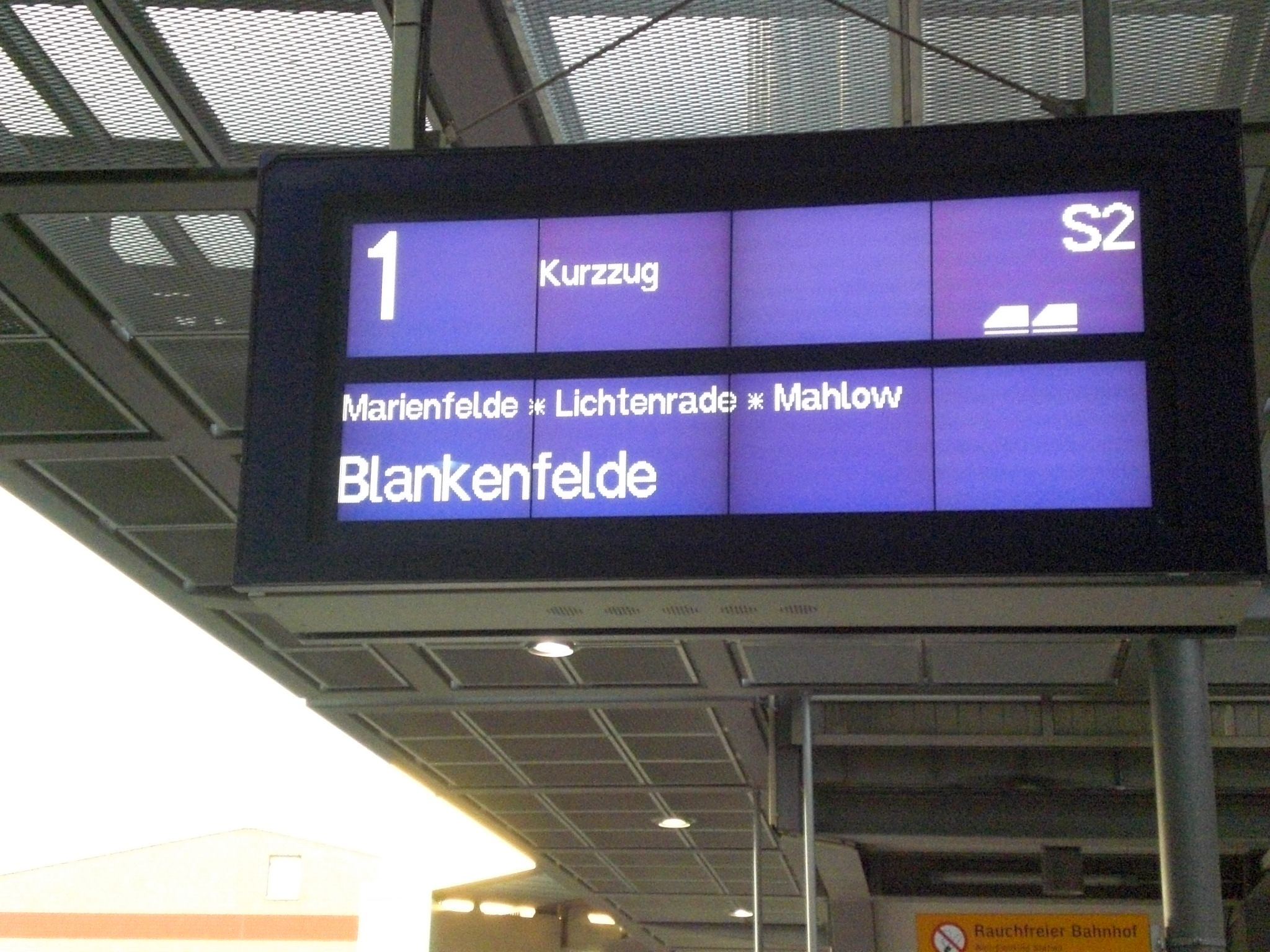
LCD-ukazatel
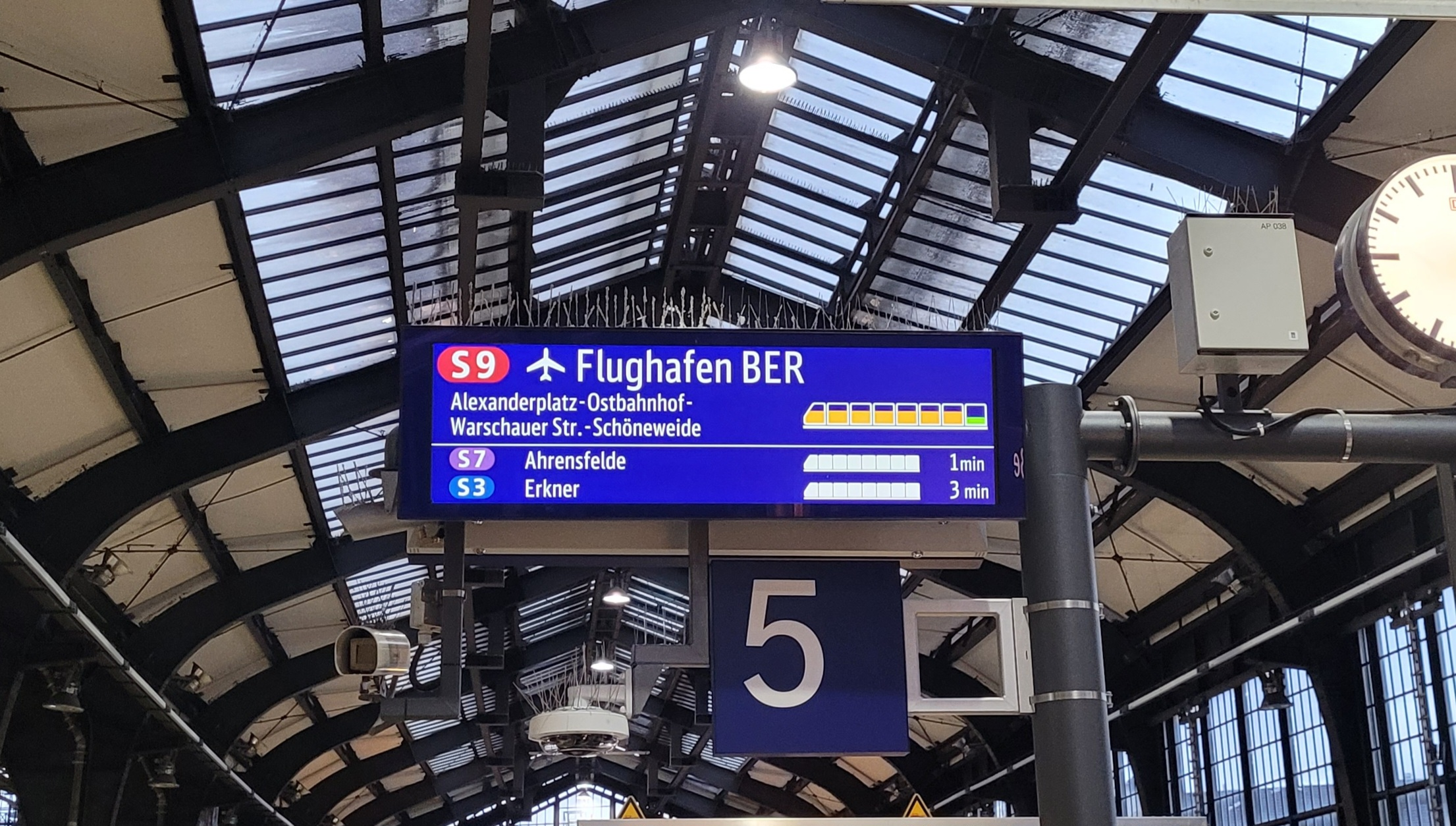
Informační systém Lightgate

### Nový vlakový zabezpečovač ZBS
Elektromechanické vlakové zabezpečovací zařízení - jízdní zarážka - fungující od 30. let je od srpna 2008 nahrazováno novým systémem pracujícím podobně jako ETCS. Celkem je potřeba vybavit cca 600 vozů a 331 km tratí.

## Vozidla
Od počátku elektrického provozu se na síti S-Bahnu vystřídalo (nepočítaje přestavby) celkem 10 typů vozidel. V současné době[kdy?] jsou v provozu tři řady - 480, 481 a 483/484. 

### Přehled vozidel
Následující tabulka uvádí přehled provozovaných řad vozidel od prvních zkoušek v roce 1922 do současnosti,[kdy?] a to včetně přečíslování a rekonstrukcí.
Do roku 1941 jsou udávána celá čísla vozů, nerozlišovalo se přiřazení k hnacímu vozu. 1234–5678 znamená, že všechna čísla byla obsazena, 1234…5678 znamená, že některá byla vynechána. Od roku 1941 zavedly DRB jednotné označení pro hnací vozy, toto schéma převzaly po roce 1945 DR a udrželo se do roku 1970. V roce 1992 byly vozy přečíslovány dle schématu DB.
Vysvětlivky k poznámkám:
- 1922–: první vozy v provozu od roku 1922
- –1933: konec nasazení v provozu
- plán: tato řada byla plánovaná, ale nebyla vyrobena nebo nedošlo k nasazení do provozu
- Peene.: Vozidla původně vyrobená pro trať v Peenemünde, v roce 1952 převedena k S-Bahnu.
- rek: rek před rokem znamená, že se jedná o rekonstrukci starší řady. rek 1970– znamená, že od roku byly zmíněné vozy rekonstruovány

| 1922–1941 | Zkušební vlaky A - F (1922–) |                             |                             |                                       |                                       |                             |                             |                             |                            |                 |                     |                         |  |  |
| 1922–1941 | 2051–2074 5051–5086          | 2101–2134 5101–5151 (1924–) | 2135–2184 5152–5201 (1925–) | 2185–2752 5202–5666 5667–5746 (1928–) | 2185–2752 5202–5666 5667–5746 (1928–) |                             |                             |                             |                            |                 |                     |                         |  |  |
| 1922–1941 | 3001–3022 6001–6030 (–1933)  | 3023–3056 6031–6081         | 3057–3106 5001–5050         | 3107–3795 5051…6305 6082…6320         | 3107–3795 5051…6305 6082…6320         | 3796–3799 6306–6309 (1934–) |                             |                             |                            |                 |                     |                         |  |  |
| 1922–1941 |                              | 3023–3056 6031–6081         | 3057–3106 5001–5050         | 3107–3795 5051…6305 6082…6320         | 3107–3795 5051…6305 6082…6320         | 3800–4044 6310…6344 (1936–) | 4501–4514 6501–6514         |                             |                            |                 |                     |                         |  |  |
| 1922–1941 | 4501–4518 8501–8518          | 3023–3056 6031–6081         | 3057–3106 5001–5050         | 3107–3795 5051…6305 6082…6320         | 3107–3795 5051…6305 6082…6320         | 3800–4044 6310…6344 (1936–) | 3834–4044 6345–6555 (1938–) | 3834–4044 6345–6555 (1938–) |                            |                 |                     |                         |  |  |
| 1941–1949 | ET 169.0 EB 169.0            | ET 168.0 EB 168.0           | ET 165.9 EB 165.9 (plán.)   | ET 165.0…8 EB 165.0–4 ES 165.4…8      | ET 166.0 EB 166.0                     | ET 125.0 EB 125.0           | ET 167.0–2 EB 167.0–2       | ET 167.0–2 EB 167.0–2       | ET 151.0 EB 151.0 (plán.)  |                 |                     |                         |  |  |
| 1949–1970 | ET 170.0 (1959–1970)         | ET 169.0 EB 169.0 (–1962)   | ET 168.0 EB 168.0 (–1964)   | ET 165.0…8 EB 165.0–4 ES 165.4…8      | ET 165.0…8 EB 165.0–4 ES 165.4…8      | ET 166.0 EB 166.0           | ET 166.0 EB 166.0           | ET 166.0 EB 166.0 (Peene.)  | ET 167.0–3                 |                 |                     |                         |  |  |
| 1970–1992 | 278.0–2 (Pracovní vozy)      | 278.0–2 (Pracovní vozy)     | 278.0–2 (Pracovní vozy)     | 275.0–9                               | 275.0–9                               | 276.0                       | 276.0                       | 276.0                       | 277.0–3                    |                 |                     |                         |  |  |
| 1970–1992 | 278.0–2 (Pracovní vozy)      | 278.0–2 (Pracovní vozy)     | 278.0–2 (Pracovní vozy)     | 275.0–1, 6                            | 276.1–5 (rek 1970–)                   | 277.0–4                     | 277.0–4                     | 277.0–4                     | 277.0–4                    | 270.0–1 (1987–) | 480.0 480.5 (1986–) |                         |  |  |
| od 1992   | 478.0 878.0 (Pracovní vozy)  | 478.0 878.0 (Pracovní vozy) | 478.0 878.0 (Pracovní vozy) | 475.0…6 875.0…6 (–1997)               | 476.0…6 876.0…6 (–2000)               | 477.0…6 877.0…6 (–2004)     | 477.0…6 877.0…6 (–2004)     | 477.0…6 877.0…6 (–2004)     | 488.0, 5 888.0 (rek 1999–) | 485.0–1 885.0–1 | 480.0–1 480.5–6     | 481.0–6 482.0–6 (1995–) |  |  |

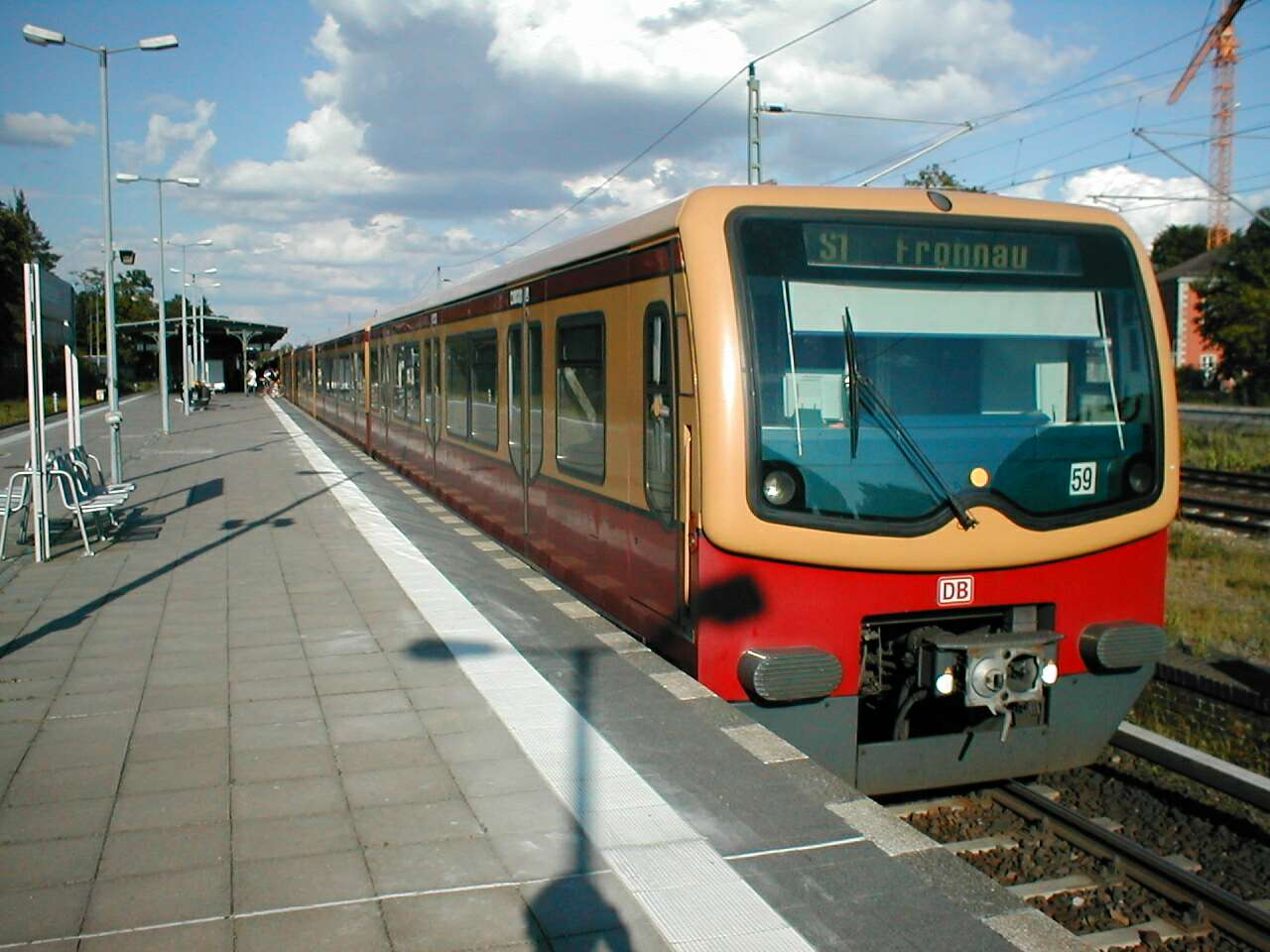
Řada 481 - první řada s mezivozovými přechody
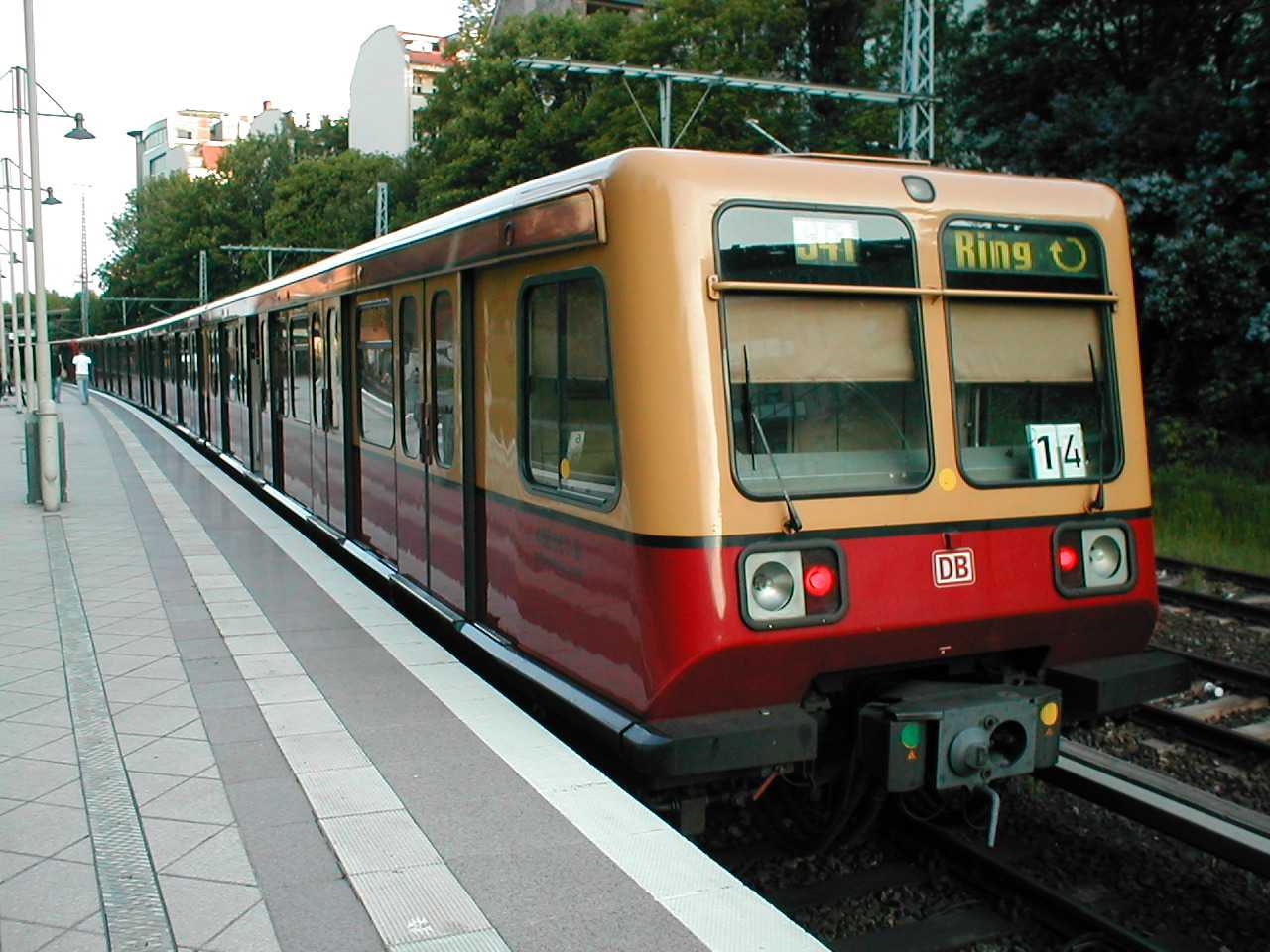
řada 485
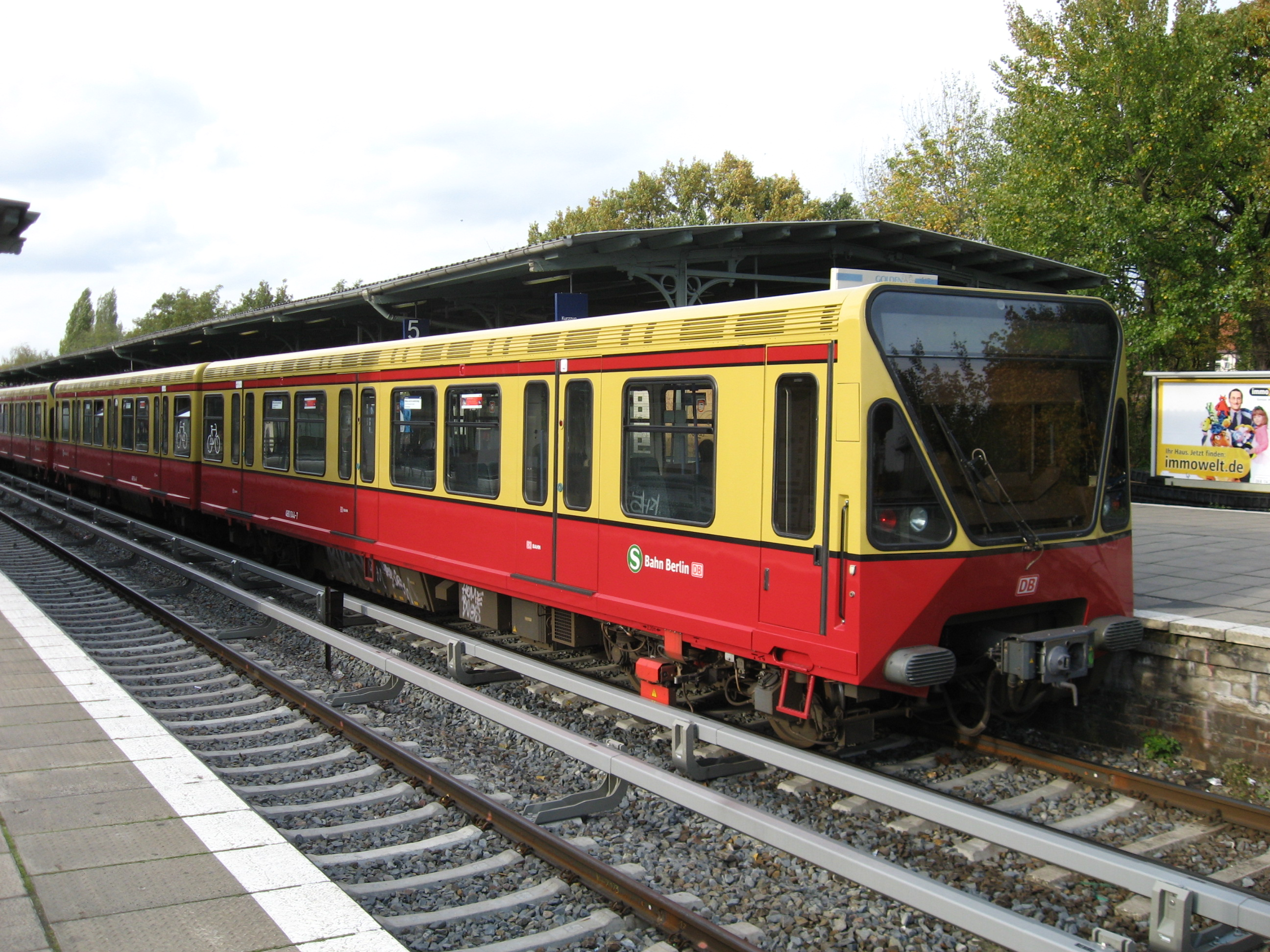
řada 480
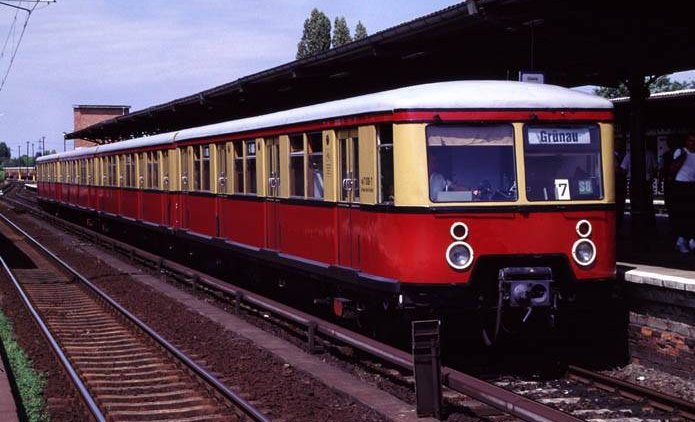
V současnosti[kdy?] již vyřazená řada 477
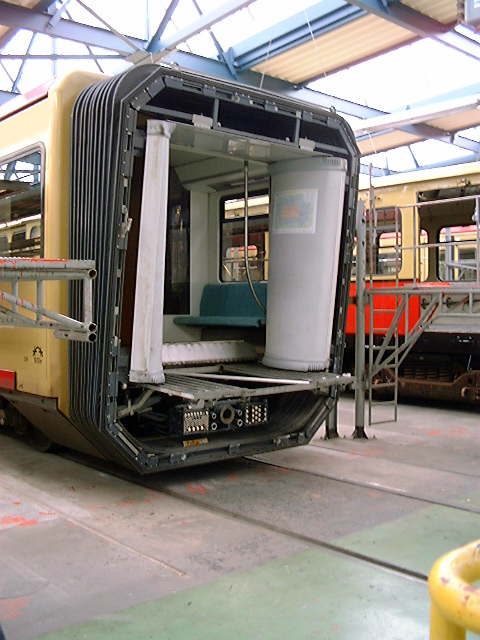
rozpojená jednotka řady 481

### Řazení souprav
Nejmenší jednotkou berlínského S-Bahnu je takzvaný čtvrtvlak (Viertelzug). Dva čtvrtvlaky tvoří půlvlak („Halbzug“), tři třičtvrtěvlak („Dreiviertelzug“), čtyři celý vlak („Vollzug“). Toto uspořádání mají všechny jednotky od roku 1925 s výjimkou řady 484.
Čtvrtvlaky se dále rozlišují na čtyři kategorie: řídicí (Steuerviertel), jednomužný (EMB-Viertel), vložený (Passviertel) a peenemündský (Peenemünder Viertel).
Od 1. ledna 2021 jsou nasazovány nové vozy řad 483/484. Zatímco řada 483 dodržuje klasické členění vlaků, jednotku 484 tvoří 4 průchozí vozy s dvěma řídicími stanovišti. Jednotka je tedy půlvlakem („Halbzug“). K této změně paradigmatu bylo přistoupeno z důvodu zvýšení kapacity vlaků na vytížených linkách.

#### Řídicí čtvrtvlak
První čtvrtvlaky berlínského S-Bahnu (typu Oranienburg a Stadtbahn) byly zpočátku místo vloženého vozu dodávány s řídicím vozem. Tak bylo možno nasadit do provozu samostatný čtvrtvlak.
V průběhu 2. světové války byla v důsledku nedostatku materiálu prakticky všechna řídicí stanoviště demontována. Původní řídicí vozy byly rozeznatelné i po letech podle zalomené čelní stěny namísto ploché stěny s oknem.

#### Jednomužný čtvrtvlak
Vozidla dodávaná před rokem 1959 (ET 165–169) byla uspořádána pro dvoumužný provoz. Do té doby přejímal návěst k odjezdu průvodčí vozu v čele vlaku, dálkově zavřel dveře a dal pokyn k odjezdu strojvedoucímu. Od roku 1965 dostával strojvedoucí pokyn k odjezdu přímo prostřednictvím radiostanice. Průvodčí tedy odpadl a upravené vozy s radiostanicí byly označeny jako jednomužné.

#### Vložený čtvrtvlak
Vedle čtvrtvlaků upravených pro jednomužnou obsluhu existovaly i nadále čtvrtvlaky řady ET 165/275 v původním provedení. Tyto čtvrtvlaky, vybavené pouze nezbytnými vodiči řídicích obvodů, byly řazeny doprostřed souprav. Rozlišitelné byly zejména podle jediného světlometu uprostřed čela, dvou koncových světel nad okrajem střechy a nepřesazené zadní stěny stanoviště strojvedoucího.

#### Peenemündský čtvrtvlak
Od roku 1934 byly jednotky pro berlínský S-Bahn dodávány výlučně jako čtvrtvlaky s hnacím a vloženým vozem. Jedinou výjimku tvořila vozidla bývalé elektrické dráhy v Peenemünde. Tyto jednotky byly tvořeny hnacím a řídicím vozem. Ačkoliv byly zahrnuty pod řadu ET 167, nebylo je možno z důvodu odlišného uspořádání svorkovnic samočinných spřáhel spojovat s ostatními vozidly této řady. Bývaly používány na málo využitých spojích - např. na tzv. Siemensbahn Jungfernheide – Gartenfeld. V roce 1965 byly přeznačeny na ř. ET 166 a v roce 1970 na ř. 276.0. Sedm z devíti zachovaných peenemündských jednotek bylo rekonstruováno při zachování řídicích vozů do podoby řady 277. V rámci této řady tvořily zvláštní skupinu označenou 277 403–420, po přečíslování v roce 1993 477/877 601–608.

### Začlenění vnějšího okruhu

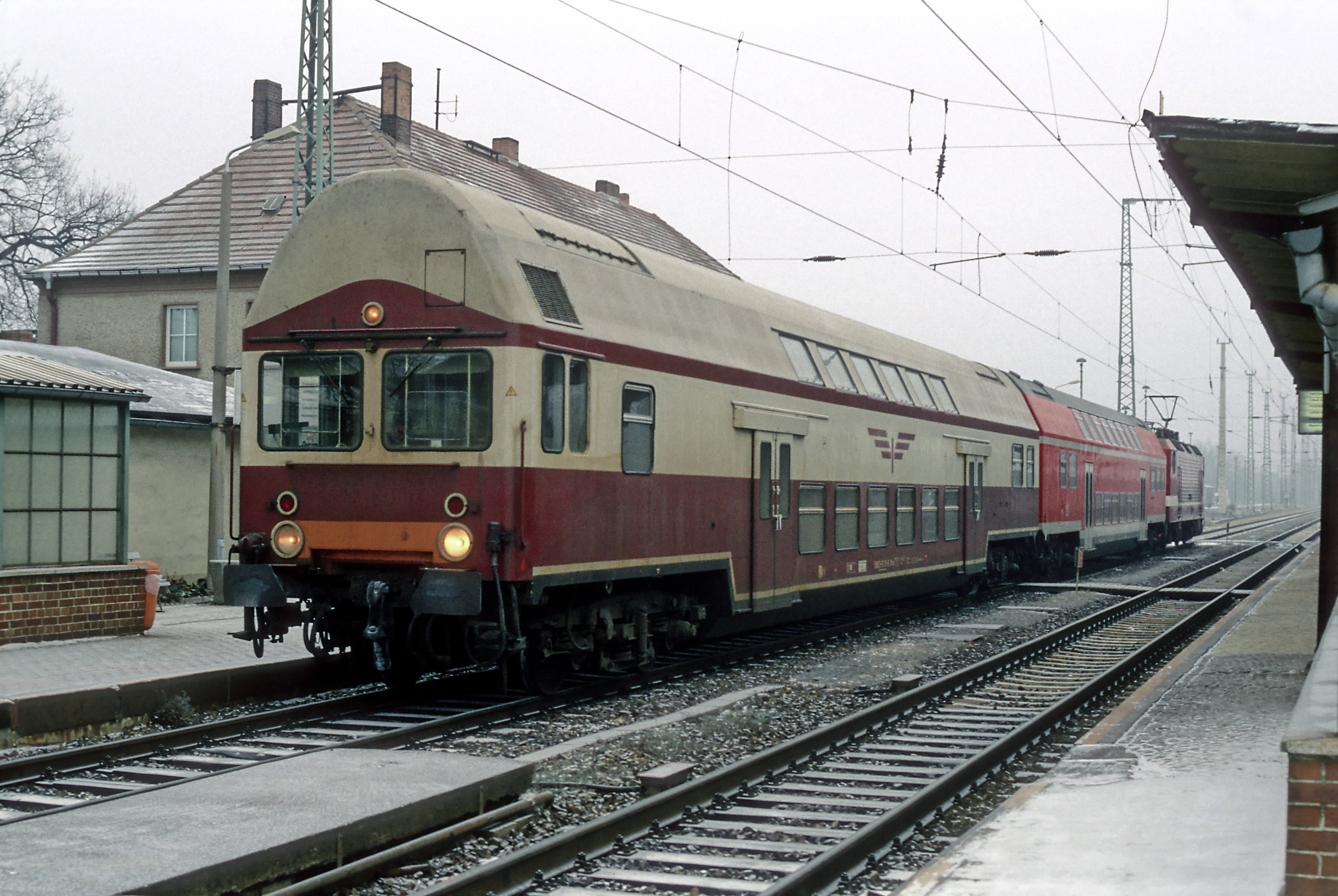
Řídicí vůz v barvách berlínského S-Bahnu

V roce 1955 byly do systému S-Bahnu začleněny dvě tratě provozované v parní trakci: Lichtenberg-Birkenwerder na severovýchodě města a Baumschulenweg-Seddin na jižním okraji města. V letech 1958 - 1982 byly linky provozované klasickými soupravami na vnějším okruhu okolo Západního Berlína součástí berlínského S-Bahnu. Tyto vlaky byly vedené zpočátku v parní a později v motorové trakci. Po elektrizaci okruhu v roce 1983 byly tyto linky od S-Bahnu odčleněny. Z ideologických důvodů byla na tyto vlaky nasazována nejmodernější vozidla. Od roku 1986 byly patrové vozy na těchto výkonech lakovány podle barevného schématu vozidel S-Bahnu. Okružní linka byla lidově nazývána Sputnik.

### Nasazení klasických vozů v létě 2002
V létě 2002 došlo z důvodu rozsáhlé rekonstrukce městské dráhy k nasazení souprav složených z vozů typu X, případně patrových vozů tažených lokomotivou. Koleje S-Bahnu s napájecí kolejnicí byly vyloučeny a provoz mezi Spandau a Ostbahnhofem zajišťovaly vratné soupravy tažené lokomotivami v 30minutovém intervalu. Tyto soupravy byly zapůjčeny z Düsseldorfu a Norimberka. Soupravy se skládaly z pěti vložených vozů, jednoho řídicího a lokomotivy ř. 143.

## Dílny
Vozy berlínského S-Bahnu jsou udržovány v dílnách „Hauptwerkstatt Berlin-Schöneweide“.